# Knut Hempel
Knut Hempel (ur. 26 maja 1965) – niemiecki lekkoatleta, który specjalizował się w rzucie oszczepem.
Jego największym sukcesem było wywalczenie brązowego krążka podczas uniwersjady w Sheffield - uzyskał wówczas wynik 77,90. Dwa razy stawał na podium mistrzostw Niemiec - w 1988 (brąz) oraz 1989 (srebro). Rekord życiowy: 80.76 (13 sierpnia 1989, Hamburg)